# 羅傑·拉方丹
羅傑·拉方丹（Roger Lafontant，1931年—1991年9月29日），也是前海地總統讓-克洛德·杜瓦利埃政府的部長和國家安全志願軍負責人。1991年1月7日，他領導了一場政變，擔任了一天的海地臨時總統。叛亂被鎮壓后，他被捕並被判處無期徒刑。同年9月，他在另一次政變中在獄中喪生。

## 早年生活
拉方丹早年是一位婦產科學生，曾成立國家安全志願軍學生分會。
在讓-克洛德·杜瓦利埃成為總統後，他成為內政和國防部長(1972年11月)，小杜瓦里埃因拉方丹的個人野心而將他降職。隨後，他被派往加拿大蒙特利爾擔任領事。他於1983年8月回國，並再被任命為內政和國防部長和國家安全志願軍指揮官。
1986年，隨著小杜瓦里埃杜瓦利埃的倒臺，他再次流亡到多明尼加共和國。

## 回國
1991年1月7日晚上，羅傑在一群前國家安全志願軍的支援下發動政變，宣佈自己為海地總統。臨時國家元首埃尔塔·帕斯卡尔-特鲁约沒有反抗。羅傑指望軍隊的支持，軍隊不希望左翼政治家讓-貝特朗·阿裡斯蒂德上臺，因海地右派認為他是共產主義者。但這個計算並沒有實現。武裝部隊總司令埃拉爾·亞伯拉罕將軍宣佈忠於憲法秩序，並譴責非法奪取政權。
國際社會和美洲國家組織譴責推翻海地臨時政府的企圖。政變當天，美洲國家組織常設理事會召開緊急會議，討論海地局勢，並決定支持臨時政府。未遂政變期間在太子港爆發的暴力事件中，約有75人喪生，另有150多人受傷。羅傑與十幾名同夥一起被捕。
1991年9月29日，海地再次發生軍事政變。阿裡斯蒂德總統被推翻，由勞爾·塞德拉斯將軍領導的軍政府上臺。新當局，尤其是蜜雪兒·法蘭索瓦上校，採取了接近羅傑·拉方丹的極右翼立場。
9月30日晚，羅傑·拉方丹在阿裡斯蒂德的命令下在獄中被謀殺（但幾個小時后，阿裡斯蒂德停止了抵抗，並很快離開了海地逃往委內瑞拉)。